# ダンシンク天文台

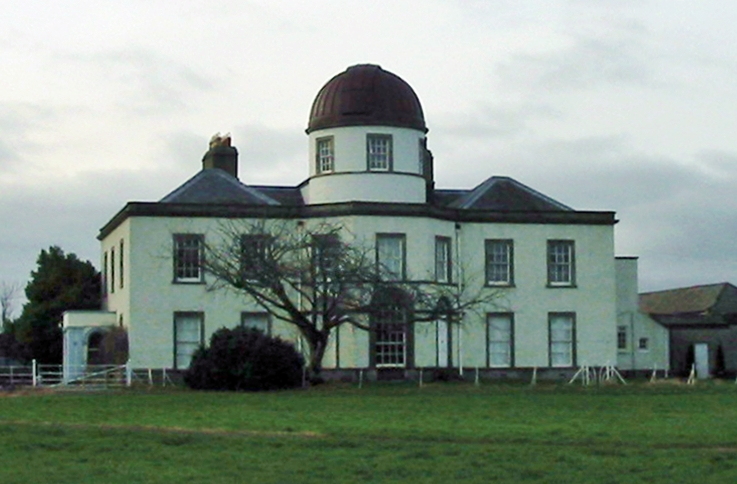
ダンシンク天文台

ダンシンク天文台（ダンシンクてんもんだい、Dunsink Observatory）は、アイルランドの首都ダブリン近郊にあるダンシンクにある天文台である。1785年に設立された。
最も有名な天文台長は、数学者でもあったウィリアム・ローワン・ハミルトンである。彼は、天文台から街まで妻と歩いているときに、初の非可換代数である四元数を発見した。この道筋をたどるハミルトン・ウォークというイベントが毎年開催されている。また、 ハミルトニアンの力学の定式化でも有名である。
20世紀後半に、天文台の近くまで市街地が拡大し、シーイングが悪化した。望遠鏡は既に最新のものでなく、主に天文台の一般公開（オープンナイト）に使用されている。
ダンシンク天文台は現在、ダブリン高等研究所 (DIAS) の一部となっている。客員研究員に宿泊施設を提供し、会議や一般公開イベントにも使用される。天文台では、天文学者による天文学や天体物理学に関する公開講演が定期的に行われる。また、グラッブ望遠鏡を使用した天体観測イベントも開催される。

## 歴史
ダンシンク天文台は、トリニティ・カレッジのプロヴォスト（学長）で1774年6月18日に亡くなったフランシス・アンドリューズの遺書に基づく3,000ポンドの寄付により設立された。天文台は、ダンシンクの町の低い丘の南斜面の海抜84メートルの場所に設置された。
南望遠鏡（または12インチ・グラッブ望遠鏡）は、ダブリンのトーマス・グラッブが1868年に構築したレンズを使用した屈折望遠鏡である。口径11.75インチの色消しレンズは、1862年にジェームズ・サウスが、30年前にパリのロベール＝アレー・コーショワから購入したものを寄贈したものである。
イギリスの標準時であるグリニッジ平均時(GMT)がロンドン近郊のグリニッジ天文台における平均太陽時であったのと同様に、1880年以降アイルランドの標準時となったダブリン平均時はダンシンク天文台における平均太陽時であった。1916年、アイルランドはGMTに移行した。
1936年、トリニティカレッジは天文台の維持を停止し、土地を貸し出した。1940年にDIASを設立したエイモン・デ・ヴァレラは、1947年にダンシンク天文台をDIASに編入し、宇宙物理学の研究所とした。

## 天文台長

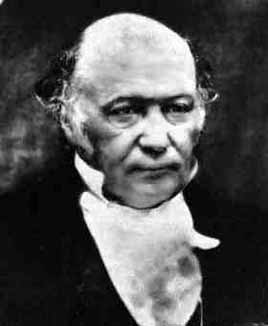
ウィリアム・ローワン・ハミルトン

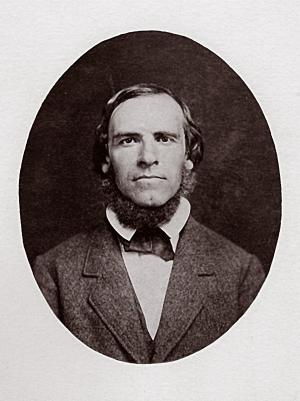
Franz Friedrich Ernst Brünnow

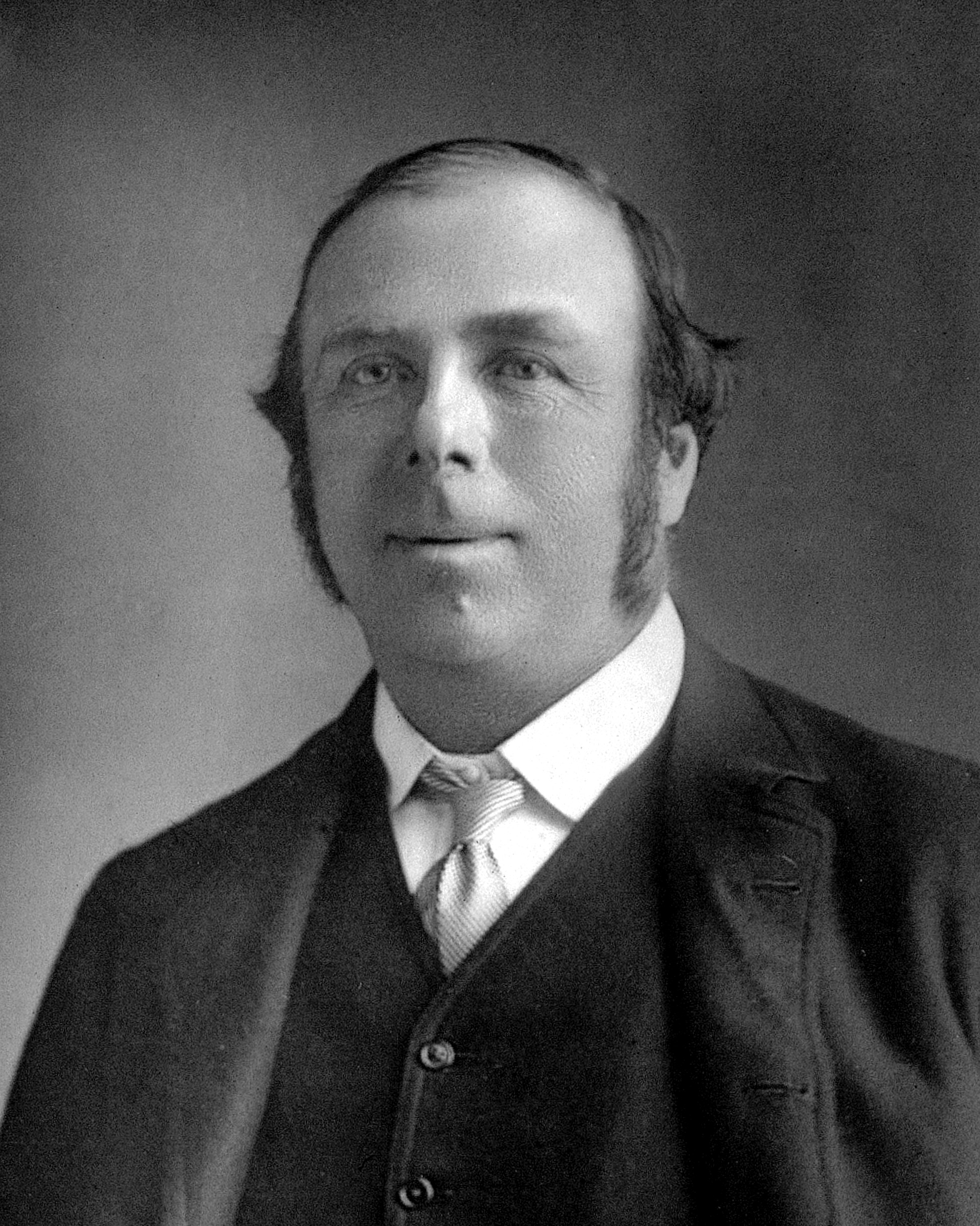
Sir Robert Ball

天文学のアンドリューズ教授(Andrews Professor of Astronomy)は、ダブリン大学の天文学の教授であり、ダンシンク天文台長に関連している。天文台と同じくフランシス・アンドリューズからの寄付により1783年に設置された。トリニティ・カレッジの学則により、「天体と太陽、月、惑星を定期的に観測する」ことと定められていた。この職は1921年以降空席となり、1966年に学則の改正により廃止されたが、1984年にダブリン高等研究所の宇宙物理学部長の名誉称号として復活した。
1793年より、イギリス国王ジョージ3世の勅許に基づいて、天文学のアンドリューズ教授はアイルランド王室天文官(Royal Astronomer of Ireland)という称号を持った。この称号は1966年に消滅し、以降復活していない。
| 在任期間  | 氏名                                 | その他の称号                                                              | 備考 |
| --------- | ------------------------------------ | ------------------------------------------------------------------------- | --- |
| 1783–1790 | ヘンリー・アッシャー                 | 天文学のアンドリューズ教授                                                | 在任中に死去 |
| 1792–1827 | ジョン・ブリンクリー                 | 天文学のアンドリューズ教授 アイルランド王室天文官（1793年以降）           | 1826年にクロイン司教に任命された。                                                                                                 |
| 1827–1865 | ウィリアム・ローワン・ハミルトン     | 天文学のアンドリューズ教授 アイルランド王室天文官                         | 21歳の学部生のときに任命された。天文学のほか数学に取り組んだ。1843年にハミルトン力学を開発し、四元数を発見した。在職中に死去した。 |
| 1865–1874 | フランツ・ブリュンノウ               | 天文学のアンドリューズ教授 アイルランド王室天文官                         | 健康の悪化と視力の低下により引退した。                                                                                             |
| 1874–1892 | ロバート・スタウェル・ボール         | 天文学のアンドリューズ教授 アイルランド王室天文官                         | 1892年にケンブリッジ大学で天文学と幾何学のロウンディーン教授に就任した。                                                           |
| 1892–1897 | アーサー・ランバウト                 | 天文学のアンドリューズ教授 アイルランド王室天文官                         | 1897年にオックスフォード大学のラドクリフ天文台長(Radcliffe Observer)に就任した。                                                   |
| 1897–1906 | チャールズ・ジャスパー・ジョリー     | 天文学のアンドリューズ教授 アイルランド王室天文官                         | 在任中に死去 |
| 1906–1912 | エドマンド・テイラー・ホイッテーカー | 天文学のアンドリューズ教授 アイルランド王室天文官                         | 1911年にエディンバラ大学の教授に就任した。                                                                                         |
| 1912–1921 | ヘンリー・プラマー                   | 天文学のアンドリューズ教授 アイルランド王室天文官                         | 1921年にウーリッジの砲兵大学で数学の教授に就任した。                                                                               |
| 1921–1936 | チャールズ・マーティン               |                                                                           | 代理。在任中に死去 |
| 1936–1947 | （空席）                             |                                                                           | 天文台が閉鎖されていた。 |
| 1947–1957 | ハーマン・ブラック                   | ダブリン高等研究所宇宙物理学部長                                          | 1957年にスコットランド王室天文官に就任した。                                                                                       |
| 1958–1963 | マービン・A・エリソン                | ダブリン高等研究所宇宙物理学部長                                          | 在任中に死去 |
| 1964–1992 | Patrick Arthur Wayman                | 天文学のアンドリューズ教授（1984年以降） ダブリン高等研究所宇宙物理学部長 | |
| 1994–2007 | Evert Meurs                          | ダブリン高等研究所主任教授                                                | |
| 2007–2018 | Luke Drury                           | 天文学のアンドリューズ教授 ダブリン高等研究所宇宙物理学部長               | |
| 2018–     | Peter Gallagher                      | ダブリン高等研究所主任教授 天文学・天体物理学部門長                       | |